# Paul Hendrik Roux
Paul Hendrik Roux (* 28. September 1862 in Hopetown, Kapkolonie; † 8. Juni 1911 in Beaufort West) war ein südafrikanischer Pastor und General während des Zweiten Burenkriegs.

## Leben

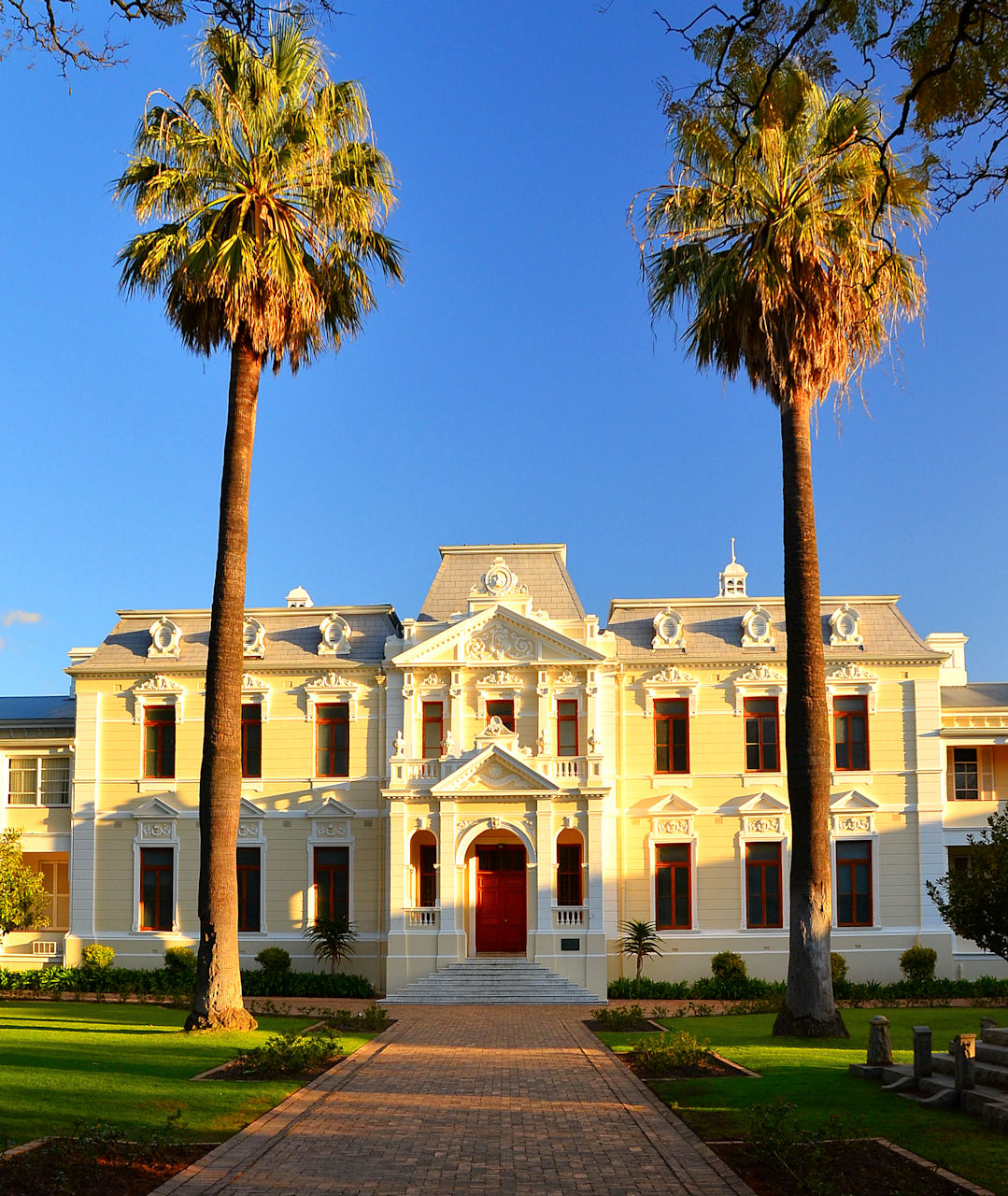
Stellenbosch Teologiese Kweekskool

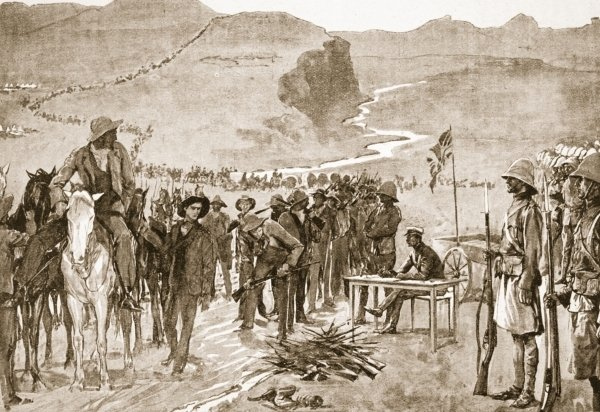
Brandwater Basin, Kapitulation

Paul Hendrik Roux’ Vater waren Terwyl Dirk Hendrik Roux, seine Mutter eine gebürtige Dänin mit Nachnamen Wiid. Er wuchs als ältester Sohn von 15 Kindern in Paarl auf.
Mit 17 Jahren schrieb er für die Zeitung De Zuid-Afrikaan von Jan Hendrik Hofmeyr. Von 1884 bis 1889 besuchte er die Stellenbosch Teologiese Kweekskool („Theologisches Seminar Stellenbosch“) in Stellenbosch. Ab 1889 war er stellvertretender Kaplan der Niederländisch-reformierten Kirche in Braamfontein, 1891 bis 1897 war er Pfarrer in Vredefort. In dieser Zeit heiratete er Hester „Hettie“ Helena Eksteen, mit der er drei Töchter hatte. 1897 bis 1905 hatte er die Pfarre in Senekal.
Im Zweiten Burenkrieg ließ er sich in die Gestellungsliste eintragen und fungierte zunächst als Feldkurat an der Natalfront. Ende Mai 1900 ernannte ihn Marthinus Theunis Steyn zum Generalmajor. Er hatte das Kommando über Truppen aus Winburg bei den Schlachten in Doornberg (New Bethesda) und Lindley, anschließend schloss er sich Christiaan de Wet an. Beim Kriegsrat im Brandwater Basin führte er den Vorsitz. Nach der Kapitulation am 29. Juli 1902 durch Marthinus Prinsloo verbrachte er die Kriegsgefangenschaft auf Ceylon.
Roux kehrte als Pastor nach Senekal zurück und siedelte 1905 in Beaufort West. Er starb dort an der Afrikanischen Trypanosomiasis, die er 1910 auf einer Mission nach Zentralafrika erworben hatte.

## Ehrungen
1910 wurde der Ort Paul Roux gegründet, zunächst aber nach den Schwiegereltern von Paul Kruger Duplessisville benannt.